# مرناو
مرناو أو مارينيو (بالإيطالية: Marineo)‏ هي بلدية في مقاطعة باليرمو في صقلية الإيطالية.

## السكان
في سنة 1861 بلغ عدد السكان 8٬483 نسمة، وتطور العدد ليصل في سنة 2011 لـ 6٬779 نسمة.
يظهر هذا المخطط البياني تطور النمو السكاني لـ مارينيو

## معرض صور

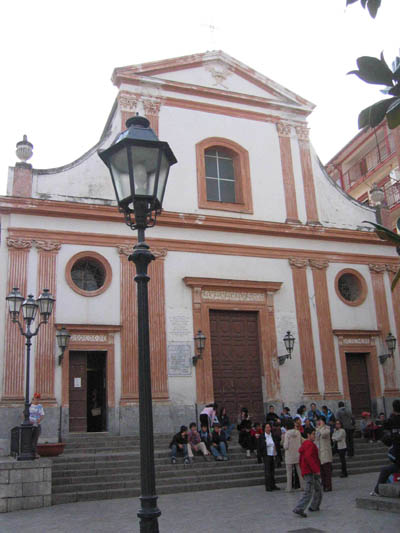
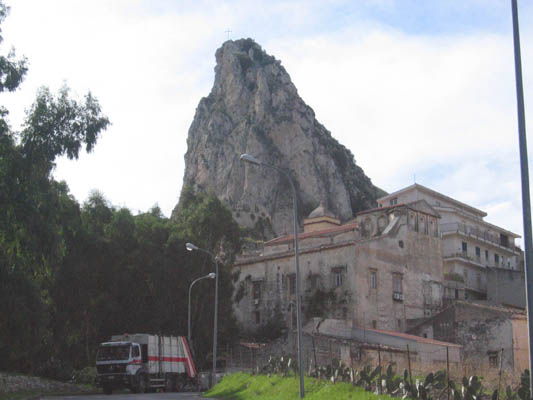
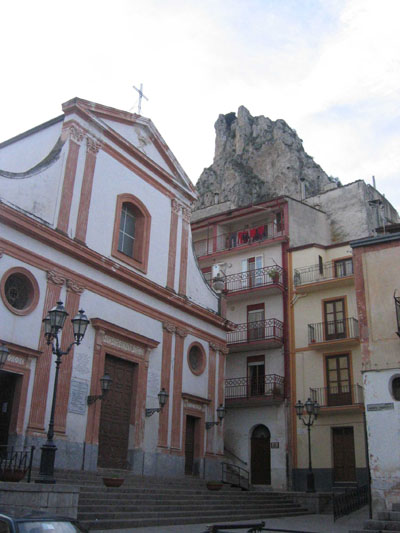
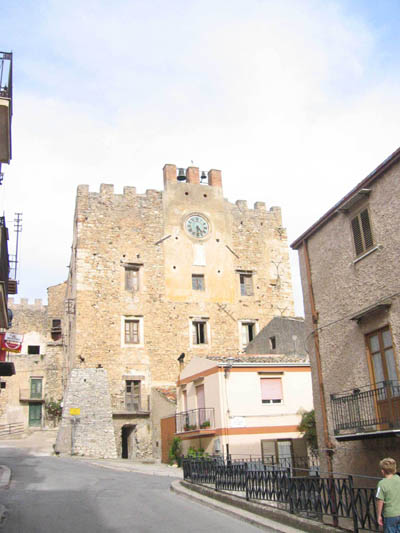